# John Ducey
John Joseph Ducey (Endwell, 21 gennaio 1969) è un attore statunitense, apparso in più di 20 show televisivi, principalmente sitcom.
Dal 2001 è apparso in serie televisive come La vita secondo Jim, Scrubs, Joey, Will & Grace (7X09 - 7X21 - 7X23 - 7X24 - 8X18), Freddie, Hot Properties, My Name Is Earl, Desperate Housewives e How I Met Your Mother. È apparso anche nella serie televisiva della Disney Jonas.
Nel 2010 ha partecipato al film Disney Zampa e la magia del Natale.
Ha inoltre recentemente partecipato al film Zack & Cody - Il film come ruolo secondario.
Dal 2008 è sposato con l'attrice Christina Moore.

## Filmografia parziale

### Cinema
- Pensieri spericolati (High School High), regia di Hart Bochner (1996)
- Deep Impact, regia di Mimi Leder (1998)
- Danika, regia di Ariel Wromen (2006)
- Zampa e la magia del Natale (The Search for Santa Paws), regia di Robert Vince (2010)
- Lady Driver - Veloce come il vento (Lady Driver), regia di Shaun Paul Piccinino (2020)
- That's Amor, regia di Shaun Paul Piccinino (2022)

### Televisione
- Scrubs - serie TV, 1 episodio (2001)
- Sabrina, vita da strega (Sabrina, the Teenage Witch) - serie TV, 11 episodi (1998-2003)
- La vita secondo Jim (According to Jim) - serie TV, 1 episodio (2004)
- Joey - serie TV, 1 episodio (2004)
- Freddie - serie TV, 1 episodio (2005)
- Hot Properties - serie TV, 1 episodio (2005)
- My Name Is Earl - serie TV, 1 episodio (2006)
- Will & Grace - serie TV, 5 episodi (2004-2006)
- How I Met Your Mother - serie TV, 1 episodio (2007)
- Desperate Housewives - serie TV, 1 episodio (2008)
- Jonas - serie TV, 22 episodi (2009-2010)
- Zack & Cody - Il film (The Suite Life Movie), regia di Sean McNamara – film TV (2011)
- iCarly - serie TV, episodio 7x03 (2012)
- Bad Judge - serie TV (2014)
- Castle - serie TV, episodio 8x17 (2016)

## Doppiatori italiani
Nelle versioni in italiano delle opere in cui ha recitato, John Ducey è stato doppiato da:
- Mauro Gravina in Jonas, Zampa e la magia del Natale[1]
- Francesco Pezzulli in Sabrina, vita da strega, Castle
- Fabrizio Vidale in Scrubs
- Gianluca Machelli in Ally McBeal
- Fabio Boccanera ne La vita secondo Jim
- Claudio Ridolfo in How I Met Your Mother
- Gianfranco Miranda in Desperate Housewives
- Alessandro Quarta in Zack & Cody - Il film
- Christian Iansante in Lady Driver - Veloce come il vento